# Bertilo João Morsch

Bischofswappen von Bertilo João Morsch

Bertilo João Morsch (* 7. Dezember 1964 in Sobradinho, Rio Grande do Sul, Brasilien) ist ein brasilianischer Geistlicher und römisch-katholischer Weihbischof in Porto Alegre.

## Leben
Bertilo João Morsch studierte von 1982 bis 1986 Philosophie und Theologie am Institut der Pallottiner in Santa Maria. Am 7. Januar 1989 empfing er von Bischof José Ivo Lorscheiter das Sakrament der Priesterweihe für das Bistum Santa Maria.
Bis zum Jahr 2000 war er in der Pfarrseelsorge tätig und im Folgejahr Assistent am Knabenseminar des Erzbistums. Von 2001 bis 2003 studierte er in Rom Kanonisches Recht und erwarb an der Päpstlichen Lateranuniversität in diesem Fach das Lizenziat. Nach der Rückkehr in die Heimat war er bis 2013 Rektor und Pfarrer am Heiligtum Nossa Senhora Medianeira de todas as graças. Von 2013 bis 2021 war er Professor an der Pallottinerfakultät und Offizial des Erzbistums sowie Rektor des Priesterseminars São João Maria Vianney. Ab 2021 war er Generalvikar des Erzbistums Santa Maria und Dompfarrer an der Kathedrale.
Papst Franziskus ernannte ihn am 17. Mai 2022 zum Titularbischof von Bavagaliana und zum Weihbischof in Porto Alegre. Der Erzbischof von Santa Maria, Leomar Antônio Brustolin, spendete ihm am 6. August desselben Jahres in der Basilika Nossa Senhora Medianeira de todas as graças die Bischofsweihe. Mitkonsekratoren waren der Erzbischof von Porto Alegre, Jaime Spengler OFM, und Aparecido Donizete de Souza, Weihbischof in Cascavel.